# Saint-Élie
Saint-Élie một commune của vùng hành chính hải ngoại Guyane thuộc Pháp của nước Pháp.